# John McGinn
John McGinn (ur. 18 października 1994 w Glasgow) – szkocki piłkarz, występujący na pozycji pomocnika w angielskim klubie Aston Villi, której jest kapitanem oraz w reprezentacji Szkocji. Uczestnik Mistrzostw Europy 2020 oraz 2024. Jego bracia Stephen i Paul również są piłkarzami. 

## Sukcesy

### St Mirren
- Puchar Ligi Szkockiej: 2012/2013

### Hibernian
- Mistrzostwo Scottish Championship: 2016/2017
- Puchar Szkocji: 2015/2016

### Wyróżnienia
- Międzynarodowy zawodnik roku SPFA: 2019/2020[2], 2020/2021[3], 2021/2022[4], 2022/2023[5]
- Piłkarz sezonu w Aston Villi: 2018/2019[6]
- Piłkarz sezonu Scottish Championship: 2016/2017[7]
- Piłkarz miesiąca Scottish Championship: Listopad 2015, Listopad 2016[8]